# Sonoadi
Sonoadi is een bestuurslaag in het regentschap Lamongan van de provincie Oost-Java, Indonesië. Sonoadi telt 803 inwoners (volkstelling 2010).